# Der Tod kennt keine Wiederkehr
Der Tod kennt keine Wiederkehr (Originaltitel: The Long Goodbye) ist ein US-amerikanischer Spielfilm aus dem Jahr 1973. Der Kriminalfilm unter der Regie von Robert Altman ist eine Verfilmung des Romans The long Good-bye (deutsch: Der lange Abschied) von Raymond Chandler. Elliott Gould spielt darin den Privatdetektiv Philip Marlowe, der von einem Freund, der sich als Mörder entpuppt, betrogen wird. Der Tod kennt keine Wiederkehr wird sowohl als Satire auf den Film noir als auch als Abgesang auf diesen angesehen.

## Handlung
Philip Marlowe ist ein Privatdetektiv im Los Angeles der 1970er Jahre. Eines Nachts wird er von seinem Freund Terry Lennox besucht, der ihn bittet, ihn nach Mexiko zu bringen, da er Probleme mit seiner Frau Sylvia habe. Marlowe tut ihm den Gefallen und wird nach seiner Rückkehr nach Los Angeles von der Polizei festgenommen. Sylvia Lennox ist tot und Marlowe steht unter dem Verdacht, dem mutmaßlichen Mörder Terry Lennox zur Flucht verholfen zu haben. Nach drei Tagen wird Marlowe aus dem Gefängnis entlassen: Terry Lennox habe in Mexiko Selbstmord begangen und vorher ein schriftliches Geständnis abgelegt, der Fall sei somit für die Polizei erledigt.
Nach seiner Freilassung erhält Marlowe von Eileen Wade, die ebenso wie das Ehepaar Lennox in der exklusiven Malibu Colony lebt, den Auftrag, ihren Mann, den alkoholabhängigen Schriftsteller Roger Wade, der vermisst wird, zu suchen. Marlowe findet Wade in einer Entziehungsklinik und bringt ihn nach Hause. Der Gangster Marty Augustine sucht Marlowe auf und bedroht ihn: Terry Lennox sei mit 350.000 Dollar, die er von Augustine erhalten habe, um sie über die Grenze zu bringen, verschwunden. Marlowe soll dieses Geld für Augustine wiederfinden. Marlowe verfolgt den Gangster und seine Bande, nachdem sie ihn verlassen haben, und entdeckt, dass diese in die Malibu Colony fahren, um den Wades einen Besuch abzustatten. Marlowe reist nach Mexiko, findet jedoch keine Spur des Geldes.

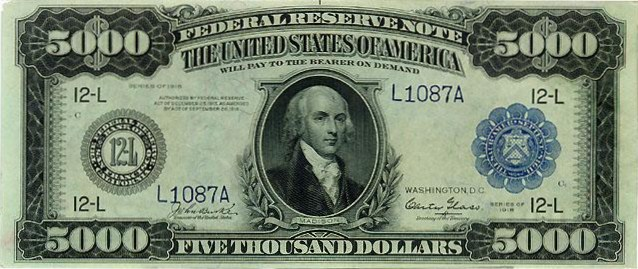
Eine 5000-Dollar-Note wechselt im Film wie auch im Buch mehrfach ihren Besitzer

Zurück in Los Angeles, erhält Marlowe einen Brief von Terry Lennox, in dem dieser sich bei ihm entschuldigt und dem eine 5000-Dollar-Note – das „Madison-Portrait“ – beiliegt. Lennox ist also anscheinend nicht tot. Marlowe besucht die Wades und landet mitten in einer Party, die vom betrunkenen Roger Wade abrupt abgebrochen wird. Marlowe bleibt auf Einladung von Eileen Wade im Haus, um mit ihr zu essen. Roger Wade begeht unterdessen Selbstmord, er ertränkt sich im Pazifik. Eileen Wade behauptet nach Rogers Tod, er sei der Mörder von Sylvia Lennox gewesen, mit der er ein Verhältnis gehabt habe.
Marty Augustine bedroht Marlowe abermals, lässt aber von ihm ab, als plötzlich die Tasche mit den 350.000 US-Dollar wieder auftaucht. Am nächsten Tag ist das Anwesen der Wades verlassen und wird für einen Verkauf vorbereitet, Eileen Wade sei nach Europa abgereist. Marlowe reist abermals nach Mexiko und erfährt, nachdem er die Beamten mit der 5000-Dollar-Note bestochen hat, dass Lennox tatsächlich noch am Leben ist und seinen Selbstmord mit Hilfe der örtlichen Beamten nur vorgetäuscht hat. Marlowe erfährt den Aufenthaltsort von Terry Lennox und sucht ihn auf. Lennox gesteht, dass er seine Frau umgebracht habe. Er habe ein Verhältnis mit Eileen Wade und habe Sylvia in der Nacht getötet, als Roger Wade von diesem Verhältnis erfahren und Sylvia Lennox aufgesucht habe, um ihr davon zu erzählen. Augustines Geld habe er nicht mehr gebraucht, da er ja nun seine reiche Freundin Eileen Wade habe. Lennox verhöhnt Marlowe als Verlierer. Daraufhin erschießt Marlowe seinen Freund Lennox, der ihn so betrogen und missbraucht hat. Befreit und fröhlich verlässt Marlowe den Tatort und bemerkt die ihm mit einem Auto entgegenkommende Eileen Wade kaum.

## Entstehungsgeschichte
Bereits 1965 bestand Interesse an einer Verfilmung von Chandlers letztem noch nicht verfilmten Marlowe-Roman The long Good-Bye. Die Filmrechte lagen zuerst bei Warner und gingen dann auf MGM über, für die Stirling Silliphant ein erstes Skript basierend auf der Romanvorlage verfasste. Bereits in dieser frühen Drehbuchfassung spielte die Handlung nicht mehr in den 1940ern, sondern in der Gegenwart der frühen 1970er. United Artists kaufte das Skript und entschloss sich, das Projekt zu verwirklichen.
Leigh Brackett, die Drehbuchautorin, die bereits 1946 zusammen mit William Faulkner das Drehbuch zur Chandler-Verfilmung Tote schlafen fest von Regisseur Howard Hawks verfasst hatte, bekam den Auftrag zur Überarbeitung des Skripts. Sie strich einige Nebenfiguren und brachte wesentliche Änderungen gegenüber der Romanhandlung ein.
Nachdem Howard Hawks und Peter Bogdanovich für die Regie nicht zur Verfügung standen, ging das Projekt an Robert Altman über. Altman verpflichtete Elliott Gould für die Rolle des Marlowe. Als Teil der sogenannten Repertory Company gehörte Gould zu Altmans Ensemble von Stammschauspielern, auf die er für seine Filme immer wieder zurückgriff. Bei den Filmgesellschaften durch sein als neurotisch empfundenes Verhalten am Set als schwierig verschrien, kam Goulds Hang zu Improvisationen der Arbeitsweise Altmans entgegen, der in seinen Filmen immer wieder die Spontaneität der Schauspieler als Stilmittel einsetzte.
Für die Rolle des alkoholabhängigen, am Rande des Wahnsinns agierenden Roger Wade war ursprünglich Altmans Freund aus Bonanza-Zeiten Dan Blocker vorgesehen, der jedoch kurz vor den Dreharbeiten verstarb. Altman widmete Blocker den Film. Als Ersatz für Blocker sprang der Film-noir-Veteran Sterling Hayden ein; der Regisseur Mark Rydell spielte den Gangster Augustine. In einem kurzen Auftritt als Mitglied von Augustines Bande ist Arnold Schwarzenegger, in der Besetzungsliste noch als Arnold Strong geführt, zu sehen. Ironischerweise hat der spätere Gouverneur von Kalifornien seinen Auftritt direkt nach einer Szene, in der Marlowe behauptet, er werde jetzt Ronald Reagan, den damaligen Gouverneur, anrufen.

## Rezeption und Nachwirkung
Der Kinostart im März 1973 brachte verheerend schlechte Besucherzahlen. Beworben wurde er mit einer Kampagne, die eher zu einem James-Bond-Film gepasst hätte. Altman erklärt: „Auf dem Werbeplakat war Elliott mit einer Katze auf seiner Schulter zu sehen, einer rauchenden .45er-Knarre in der Hand und einer Zigarette im Mund, mit Nina als gerissener Blondine an seiner Seite. Das hat überhaupt nicht funktioniert.“ Die Zuschauer waren enttäuscht vom als schlecht konstruiert empfundenen Plot, der angeblich mangelhaften Charakterzeichnung der Figuren und der scheinbar fehlenden Werktreue zum Chandler-Universum. Altman machte damit seinem Ruf als „Genre-Killer“, den er spätestens seit McCabe & Mrs. Miller innehatte, alle Ehre. Der Film wurde eilig aus den Kinos genommen und ein halbes Jahr später mit einer neuen Werbekampagne, die mehr die satirischen Aspekte des Films betonte, erneut herausgebracht, ohne sich jedoch vom Kassenerfolg her sehr viel besser zu entwickeln.
Die damalige Kritik sparte nicht mit Häme über den Film. Charles Champlin urteilte: „Sie müssen kein Fan von Raymond Chandler sein, um diesen Film bedauernswert zu finden, aber es hilft.“ Altmans Marlowe sei ein „verdreckter, unrasierter, halbgebildeter, verblödeter Tölpel, der keinen verschwundenen Wolkenkratzer wiederfinden könnte und der nicht einmal eine Anstellung an einem Hot-Dog-Stand bekäme“. Charles Gregory kritisierte den respektlosen Umgang mit dem Mythos Marlowe in Film Quarterly. Man könne „ein Heldenbild nicht zum Objekt von Satire machen oder gar zerstören, bevor man es nicht definiert hat“. Altman äußerte sich zur Kritik an Goulds Marlowe-Darstellung: „Einige […] Kritiker mochten es nicht, dass Elliott Gould Philip Marlowe spielte. […] Jeder sagte, Elliott sei nicht Marlowe und es wäre nicht werkgetreu, aber was sie wirklich meinten war, dass Elliott Gould nicht Humphrey Bogart war.“
Aus heutiger Sicht urteilt die Kritik deutlich milder. Adolf Heinzlmeier und Berndt Schulz bewerten ihn in ihrem Lexikon „Filme im Fernsehen“ (1990) immerhin mit 2½ von 4 möglichen Sternen als „überdurchschnittlich“ und meinen: „Philip Marlowe als kauziger Kasper, der sich für die Katze mehr als für seinen Auftrag interessiert. Bis zur Unkenntlichkeit veränderte Altman […] den Roman Chandlers […] und überzog ihn mit epischer Erzählweise und dem nivellierenden Gehabe der zeitgenössischen Gesellschaft.“ Roger Ebert kommt 2006 zu dem Schluss: „Der Tod kennt keine Wiederkehr sollte weder der erste Film noir sein, den Sie sehen, noch ihr erster Altman-Film. Seine größte Wirkung erzielt er dadurch, wie er sich gegen das Genre auflehnt und  die Art, wie Altman die Voraussetzungen aller Detektivfilme unterläuft, nämlich dass der Held sich gegen das Verbrechen behaupten und […] Gut von Böse unterscheiden kann. Der Ehrenmann von 1953 ist verloren im dunstigen Narzissmus von 1973, und es geht ihm nicht gut dabei.“
Jamie Gillies urteilt: „Leider kam dieser Film aufgrund einer idiotischen Marketingstrategie niemals richtig in die Gänge und blieb ein unterschätzter Klassiker […] Er mag nicht exakt so sein wie der Roman, aber so einen Philip Marlowe haben Sie noch nie gesehen.“
Der Tod kennt keine Wiederkehr diente mit seiner Methode, die Handlungsstrukturen der Hard-Boiled-Krimis und des Film noir in die Jetztzeit zu transportieren, als Vorbild für Filme wie The Big Lebowski.
Auf der Kritiker-Website „Rotten Tomatoes“ erzielte der Film mit 53 positiven und drei negativen Bewertungen ein Ergebnis von 95/100.

## Filmanalyse

### Chandlers Romanvorlage
Raymond Chandler gilt neben Dashiell Hammett als Begründer der Hard-Boiled-School, einem Genre von Kriminalgeschichten, für die der Typus des hartgesottenen Detektivs kennzeichnend ist. Brutalität wird in anschaulicher und drastischer Weise dargestellt, oft jedoch auch ironisch gebrochen. Neben Hammetts Sam Spade war Philip Marlowe die populärste der Detektivfiguren. Bald nahm Hollywood die beliebten Romane als Stoff für Spielfilme auf. Humphrey Bogart spielte den Marlowe 1946 in Tote schlafen fest und wurde in diesem Film noir zur Verkörperung der Figur, an der sich die Erwartungshaltung des Publikums für weitere Verfilmungen orientierte.
1953, mehr als zehn Jahre nach Der große Schlaf, seinem ersten Buch, das die Figur Marlowe porträtierte, schrieb Chandler Der lange Abschied. Inzwischen hatte eine Welle von Nachahmern den Markt überflutet, und der Typ des hard boiled detective war zum Klischee verkommen. Chandler erkannte, dass eine Wiederholung der Charakterzeichnung Marlowes zur puren Pose verkommen würde. Sein „neuer“ Marlowe war deswegen weit weniger zynisch, sondern eher sentimental und von fast ritterlichen Tugenden geprägt: Selbstlos und ohne Bezahlung hilft er sowohl seinem Freund Lennox als auch Roger Wade. Chandlers Literaturagent Baumgarten zeigte sich überrascht von diesem „christusähnlich“ agierenden Marlowe.

### Änderungen zum Roman
Der Drehbuchautorin Leigh Brackett war von vornherein klar, dass der Charakter Marlowe nicht nahtlos aus den 1940ern in die 1970er verpflanzt werden konnte. Sie sagt: „All das, was in den 1940ern frisch und aufregend an Philip Marlowe war, war zu einem Klischee, ausgelutscht durch Nachahmung und Überbeanspruchung, verkommen“. Ein Mann, dem Ehre und Freundschaft über alles gingen, musste in der von Lug und Trug beherrschten Gesellschaft Südkaliforniens der Produktionszeit des Films zwangsläufig ein hilfloses Fossil sein.
Brackett nahm deshalb eine Reihe von wesentlichen Änderungen gegenüber dem Roman vor. War im Roman noch Eileen Wade die Mörderin von Sylvia Lennox, wird bei ihr nun Terry Lennox zum Mörder an seiner Frau. Der im Roman geschilderte Mord an Wade durch seine Frau wurde zum Selbstmord Wades umgeschrieben. Die schwerwiegendste Änderung betrifft das Ende des Films: Dass Marlowe letztendlich Lennox erschießt, war nicht Inhalt des Romans. Für Altman war jedoch dieser Ausgang des Films so wichtig, dass er sich vertraglich zusichern ließ, dass daran während des Produktionsprozesses keine Änderungen mehr durchgeführt werden durften. Altman wollte mit dem Ende die hohen moralischen Ansprüche Marlowes deutlich machen, für den der Betrug durch einen Freund so schwer wiegt, dass er nur durch den Mord gesühnt werden kann. Der Gewaltausbruch sollte somit eine Abwehrreaktion Marlowes auf die lügende und betrügende Gesellschaft des Los Angeles der 1970er sein.
Diese Änderung empfanden Regisseur wie Drehbuchautorin als notwendig, um dem ursprünglichen, von hohen, ritterlichen Werten geleiteten Charakter Marlowes aus dem Buch treu zu bleiben. Brackett meint dazu: „Ich glaube, Chandler hätte Altmans Version von The long Goodbye gemocht“. Der Tod kennt keine Wiederkehr ist daher nicht nur, so Altman, eine „Satire auf den Film noir“, sondern vielmehr auch eine abschließende Verbeugung vor einem sterbenden Genre, dessen Inhalte in der modernen Gesellschaft keinen Platz mehr hatten. Der Originaltitel des Films kann also sowohl als kennzeichnend für den langen Abschied des zunächst für tot gehaltenen Lennox, als auch als Abschiedsgruß an das betreffende Filmgenre gelesen werden.

### Rip van Marlowe
In der Eröffnungssequenz sieht man einen schlafenden Marlowe, der von seiner hungrigen Katze geweckt wird. Altman nannte seinen Helden einmal „Rip van Marlowe“, in Anlehnung an Washington Irvings literarische Figur des Rip van Winkle, der nach 20 Jahren Schlaf wieder erwacht und mit der ihn nun umgebenden Umwelt nicht mehr zurechtkommt.  Ähnlich verhält es sich mit Marlowe im Film: stets mit einem altmodischen schwarzen Anzug und mit Krawatte bekleidet, fährt er in seinem 1949er-Lincoln – Goulds Privatauto – wie in Trance durch eine Welt, die er nicht versteht und die seinen Wertvorstellungen nicht mehr entspricht.
Marlowe ist Kettenraucher, der in typischer Altman-Manier – Süchtige, Raucher und Trinker gehören zu dessen bevorzugtem Figurenrepertoire – mit fatalistischem Gleichmut hinnimmt, dass er der einzige in seiner Umgebung ist, der dieser Sucht frönt. Gould legt die Rolle des Marlowe als Karikatur an und agiert stellenweise wie eine Witzfigur oder wie ein trauriger Clown. Im Verhör durch die Polizei gibt Marlowe, im Gesicht schwarz von der Tinte des Fingerabdrucknehmens, eine lächerlich und komisch wirkende Parodie auf Al Jolson zum Besten; etwas, was dem coolen Bogart-Marlowe nie in den Sinn gekommen wäre. Als Marlowe das erste Mal das Haus der Wades betritt, wird er vom Hund angegriffen und in die Ecke gedrängt. Es ist Eileen Wade, die ihn errettet; die Rollen des selbstsicheren Retters und des bedrängten Sensibelchens sind in ironischer Weise vertauscht.
Marlowe ist bei Altman der klassische Loser, der es nicht einmal schafft, seine eigene Katze hinters Licht zu führen, als er ihr das falsche Katzenfutter unterjubeln will. Er ist ein Verlierer, aber, so Altman, „ein echter Verlierer, nicht der falsche Gewinner, den Chandler aus ihm gemacht hat.“ Gleichzeitig versteht es Gould aber auch, eine große Lässigkeit in die Rolle zu legen. Sein Marlowe nimmt, ähnlich der von ihm verkörperten Figur des Trapper in M*A*S*H, alle Wendungen des Schicksals so lässig hin, dass er nie seine Würde verliert.

### Filmische Mittel

#### Kamera und Licht
Altman und sein Kameramann Vilmos Zsigmond inszenieren die Schauplätze Los Angeles und Malibu als glitzernde Kulisse, oft unheimlich menschenleer und ruhig. Wie später auch in The Player und Short Cuts steht diese trügerische Ruhe der Schauplätze im Kontrast zur oft mit Bösartigkeit gepaarten inneren Unruhe der Protagonisten, die in ihnen agieren. Altman versuchte, dem Film als Hommage an die 1940er-Detektivfilme ein gewisses rückwärtsgewandtes Aussehen zu geben: „Ich war besorgt über das grelle Licht in Südkalifornien und wollte dem Film den weichen Pastell-Look geben, den man auf alten Postkarten aus den 1940ern sieht. Deshalb haben wir den Film nachträglich ausgebleicht […], und zwar fast vollständig, glaube ich.“
Den labyrinthischen Weg des Helden durch das Dickicht der Handlung verdeutlicht die Kameraführung: Der Blick ist oft durch Gegenstände oder Gebäude im Bild verdeckt oder durch Lichtreflexe gestört. Die Kamera ist oft hinter Büschen und Bäumen oder hinter Geländern oder Treppen postiert.  Manche Kameraeinstellungen zeigen das Geschehen im Inneren von Gebäuden von außen durch das Fenster oder umgekehrt. Elemente der Handlung werden manchmal nur durch den Blick in Spiegel erfasst, wie zum Beispiel in der Szene, als Marlowe von der Polizei verhört wird und der Blick durch einen Einwegspiegel gleichzeitig Marlowe und die sich spiegelnden Gesichter der beobachtenden Polizisten zeigt. Gleiches gilt für eine Szene, in der sich die Wades in ihrem Haus zanken und die Kamera die Szene durch die Fensterscheibe aufnimmt, in der sich der am Strand wartende Marlowe spiegelt.
Die Kamera agiert nicht wie in den Film-noir-Filmen starr auf der Augenhöhe des Helden, sondern vollführt komplizierte Schwenks und Bewegungen oder fokussiert Handlungselemente durch auffällige Zooms. Alle diese Elemente tragen zur desorientierenden und verunsichernden Grundstimmung des Films bei.

#### Ton und Musik
Altman versucht in allen seinen Filmen, durch einen möglichst naturgetreuen Ton eine authentische Stimmung zu erzeugen. Dies beherzigt er auch in Der Tod kennt keine Wiederkehr; lediglich das Meeresrauschen in der Szene, in der Wade Selbstmord begeht, ist dramatisch überhöht.
Zu Beginn und am Ende des Films ist der Song Hooray for Hollywood zu hören, um den satirischen Charakter des Films in Bezug auf den Film noir zu unterstreichen. Ansonsten besteht die Filmmusik aus dem von John Williams komponierten Lied The long Goodbye, einer melancholischen Melodie, die in vielen verschiedenen Variationen und Arrangements zu hören ist. Sie erklingt aus Autoradios, als Hintergrundmusik im Supermarkt und wird von einer mexikanischen Mariachi-Kapelle als Trauermarsch interpretiert. Selbst die Melodie der Türglocke des Anwesens der Wades besteht aus den ersten Tönen des Liedes. Altman nutzt den Song als roten Faden des Films, als strukturierende Variationen zu einem Leitthema ähnlich den immer wiederkehrenden Lautsprecherdurchsagen in M*A*S*H.

## Auszeichnungen
Vilmos Zsigmond gewann in der Kategorie „Beste Kamera“ 1974 bei den National Society of Film Critics Awards. 2021 erfolgte die Aufnahme des Films in das National Film Registry.

## DVD-Veröffentlichung
- Der Tod kennt keine Wiederkehr. MGM Home Entertainment 2008.